# Петолъчката
 Тази статия е за пътния възел в Ямболско.  За други видове петолъчки вижте Звезда (пояснение).  
Петолъчката е важен пътен възел в Източна България. Намира се северно от град Стралджа, Ямболска област, на границата със Сливенска област.
При Петолъчката се срещат Подбалканският път (към Сливен и Бургас), Републикански път I-7 (към Ямбол и Сунгурларе) и път III-707 (към Стралджа).